# 西卡尼索·德拉米尼
西卡尼索·德拉米尼（史瓦帝語： [sikʰaɲiso ɮʱamini]，1987年9月1日—）是斯威士兰国王姆斯瓦蒂三世的长女。她是姆斯瓦蒂三世24个子女中的一位，生母是西伯内洛·姆贡梅图鲁。
2018年11月，她被任命为斯威士兰的信息、通讯和技术大臣。

## 早期生平和教育

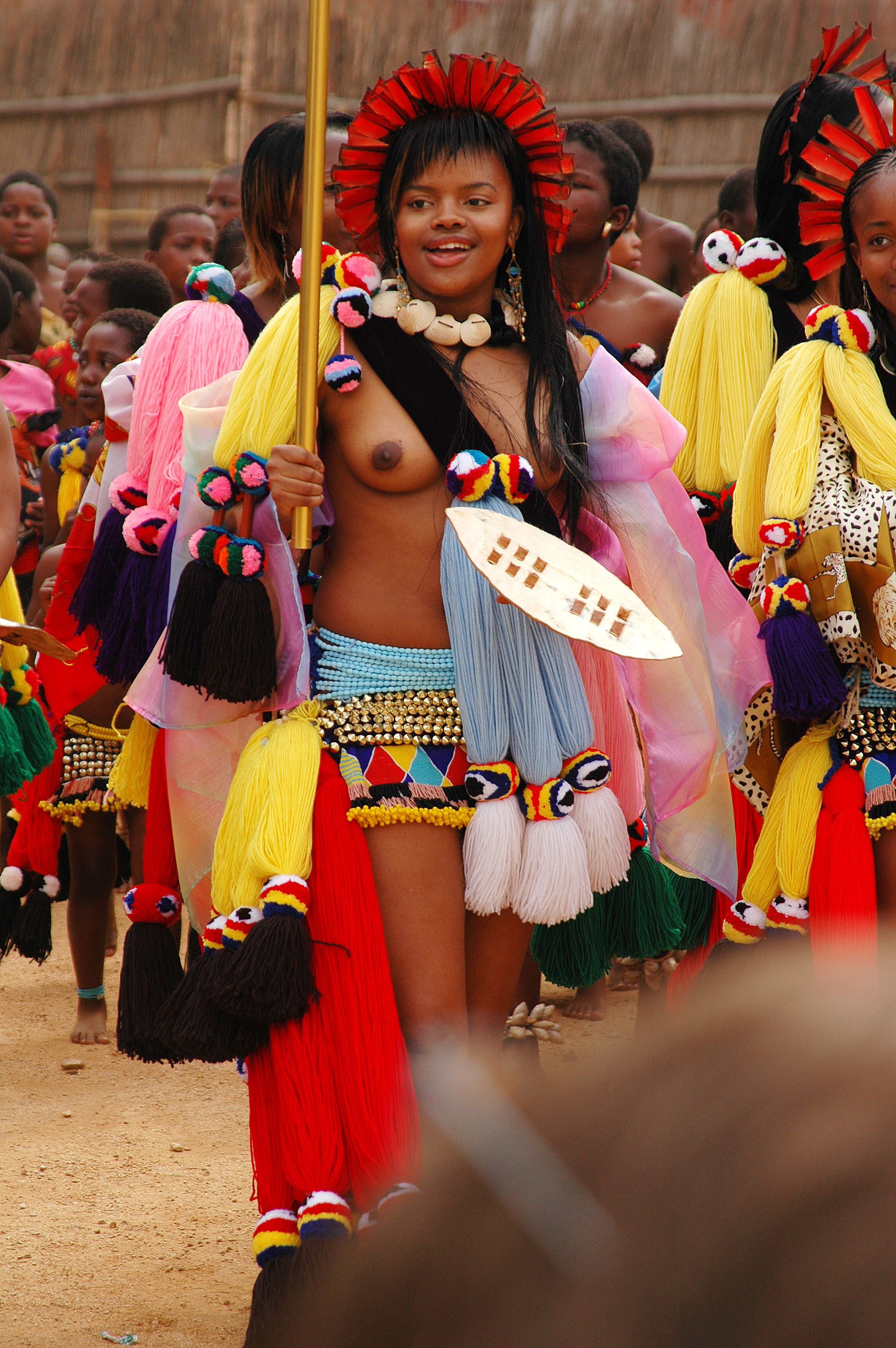
2006年芦苇节上的西卡尼索·德拉米尼公主

西卡尼索公主在英国赫特福德郡的一家名叫圣埃德蒙学院的私立学校学习。后来进入美国加利福尼亚州的拜歐拉大學学习戏剧。
2001年，姆斯瓦蒂国王动员全国未婚少女进行名叫“umchwasho”的贞操仪式，以对抗盛行的艾滋病。当时西卡尼索公主身在国外，未接受这项仪式，成为争论的焦点。在国外留学期间，西卡妮索公主因对祖国落后传统的不屑和叛逆，获得了很好的声誉。她爱穿西式的牛仔裤和迷你裙，而这种着装在斯威士兰不被允许。
2004年，西卡尼索陷入斯威士兰媒体的争论中。她宣称她欠了斯威士兰纳税人十万美元债务，斯威士兰首相官邸旋即驳斥了这种说法。
在2005年的芦苇节上，17岁的西卡尼索公主违反禁令，在王太后恩通比的宫殿附近举办一个大型狂欢派对，播放节奏强劲的音乐并饮酒，遭到王室官员的鞭打。
次年，西卡尼索批评斯威士兰的一夫多妻制，声称“多妻制带给了男性在家庭中的绝对优势，而这对于我来说是不公平而且罪恶的。”公主立即被禁止发言，所有出版社人员都禁止联系她。 她也是一位颇被看好的演员和说唱歌手，斯威士兰人称她为“Pashu”。
她在2007年斯威士兰王室的纪录片《没有国王》（Without the King）中以重要角色出现。该片讲述了斯威士兰众多贫民与王室的财富悬殊，以及普遍存在的艾滋病问题。
2011年6月，公主在澳大利亚悉尼大学攻读数字通信专业的硕士学位，此前她在美国学习。
2013年9月，公主在推特上花了三个小时的时间与斯威士兰被禁止活动的政党人民联合民主运动交谈，后来其推特账号在没有任何解释的情况下被删除。